# Кокран (округ, Техас)
Шаблон:StateAbbr_ 33°36′ пн. ш. 102°50′ зх. д. / 33.6° пн. ш. 102.83° зх. д.
Округ Кокран (англ. Cochran County) — округ (графство) у штаті Техас, США. Ідентифікатор округу 48079.

## Історія
Округ утворений 1876 року.

## Демографія
За даними перепису 2000 року загальне населення округу становило 3730 осіб, усе сільське. Серед мешканців округу чоловіків було 1788, а жінок — 1942. В окрузі було 1309 домогосподарств, 1017 родин, які мешкали в 1587 будинках. Середній розмір родини становив 3,25.
Віковий розподіл населення поданий у таблиці:
| Стать    | До 15 років | 15-21 | 22-29 | 30-39 | 40-49 | 50-65 | 65-85 | Понад 85 |
| -------- | ----------- | ----- | ----- | ----- | ----- | ----- | ----- | -------- |
| Чоловіки | 433         | 228   | 118   | 257   | 246   | 267   | 215   | 24       |
| Жінки    | 477         | 248   | 137   | 247   | 240   | 294   | 252   | 47       |

## Суміжні округи
- Бейлі — північ
- Гоклі — схід
- Йохум — південь
- Леа, Нью-Мексико —  південний захід (Гірський час)
- Рузвельт, Нью-Мексико —  північний захід (Гірський час)

## Виноски
1. ↑  U.S. Decennial Census. United States Census Bureau. Архів оригіналу за 26 квітня 2015. Процитовано 20 квітня 2015.
2. ↑  Texas Almanac: Population History of Counties from 1850–2010 (PDF). Texas Almanac. Архів оригіналу (PDF) за 19 квітня 2015. Процитовано 20 квітня 2015.
3. ↑  State & County QuickFacts. United States Census Bureau. Архів оригіналу за 5 вересня 2015. Процитовано 9 грудня 2013.(англ.) Наведено за англійською вікіпедією.
4. ↑  American FactFinder. Бюро перепису населення США. Архів оригіналу за 29 липня 2011. Процитовано 31 січня 2008.

| США | Це незавершена стаття з географії США. Ви можете допомогти проєкту, виправивши або дописавши її. |